# Fowler-Prozess

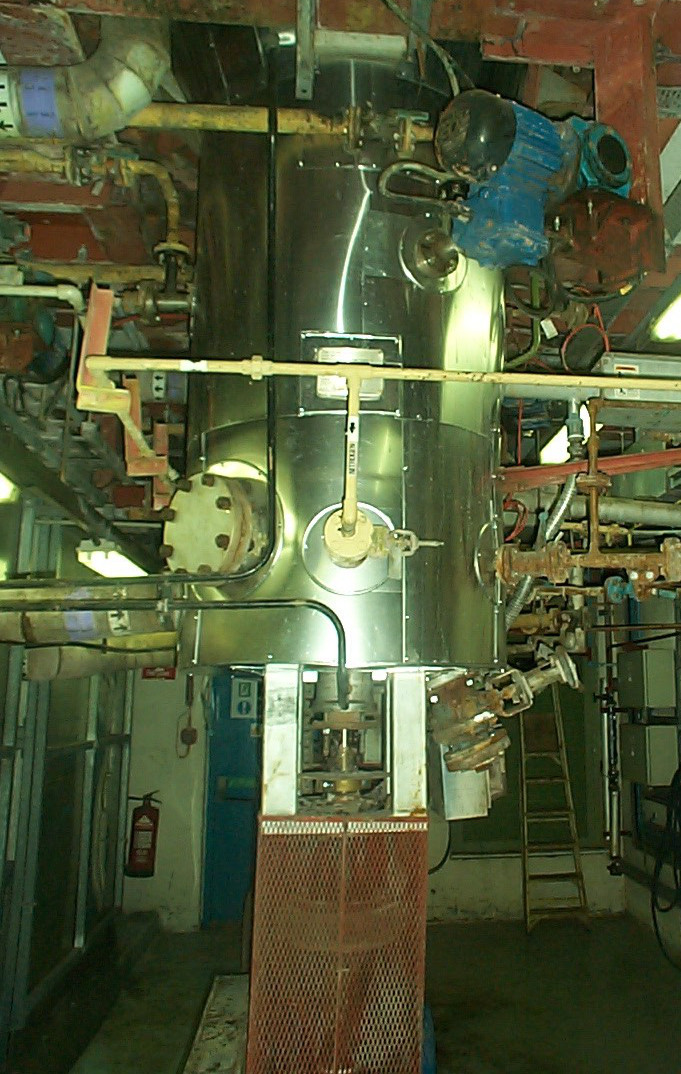
Cobaltfluorid-Reaktor bei F2 Chemicals

Der Fowler-Prozess ist ein Verfahren zur Gewinnung von Fluorcarbonen, insbesondere Fluorinerts, mittels Cobalt(III)-fluorid in der Gasphase.
Fluorgas ist extrem reaktiv. Würde man ein Kohlenwasserstoff reinem Fluorgas aussetzen, würde es sich entzünden. Mit der milderen Fluorierungsreagenz Cobalttrifluorid lassen sich jedoch Fluorocarbone gewinnen.

## Fowler-Prozess
Der Kohlenwasserstoff wird bei Temperaturen von mindestens 300 °C in einem Strom aus trockenem Stickstoffgas über eine Wirbelschicht aus Cobalt(III)-fluorid geführt, welches zu Cobalt(II)-fluorid reduziert wird:
{\displaystyle \mathrm {CH_{4}+2\ CoF_{3}\ {\xrightarrow {\Delta T}}\ CH_{3}F+2\ CoF_{2}+HF} }
Gewinnung von Perfluorhexan:
{\displaystyle \mathrm {2\ CoF_{2}+F_{2}\ \rightarrow \ 2\ CoF_{3}} }
{\displaystyle \mathrm {C_{6}H_{14}+28\ CoF_{3}\ \rightarrow \ C_{6}F_{14}+28\ CoF_{2}+14\ HF} }